# Superliga Chinesa de 2019
A Superliga Chinesa de 2019 (em chinês: 中国足球协会超级联赛联; em inglês: Chinese Super League), também conhecida como China Ping'an Chinese Super League por questões de patrocínio, foi a 16ª edição do Campeonato Chinês da primeira divisão.
A política relativa a jogadores estrangeiros e jogadores nacionais Sub-23 foi modificada para esta temporada. Da mesma forma que as duas temporadas anteriores, pelo menos um jogador doméstico com menos de 23 anos (nascido em ou após 1º de janeiro de 1996) deve estar no onze inicial. No entanto, o número total de jogadores estrangeiros que aparecem em uma partida não está mais relacionado ao número total de jogadores nacionais Sub-23. Um clube pode registrar quatro jogadores estrangeiros no máximo ao mesmo tempo e usar três jogadores estrangeiros no máximo em uma partida. Por outro lado, pelo menos três jogadores nacionais sub-23 devem ser usados em uma partida. Além disso, se houver jogadores Sub-23 que tenham sido convocados pelas seleções em todos os níveis, o número de jogadores nacionais sub-23 será reduzido de acordo. A política foi modificada novamente durante a temporada. Da Rodada 16 e além, no máximo três jogadores estrangeiros podem ser usados ao mesmo tempo em uma partida e deve haver pelo menos um jogador doméstico Sub-23 jogando em uma partida. Além disso, se houver jogadores Sub-23 que tenham sido convocados pelas seleções nacionais em todos os níveis, a equipe não poderá colocar no campo nenhum jogador do Sub-23.

## Mudança nas equipes
Equipes promovidas da China League One de 2018
- Wuhan Zall
- Shenzhen

Equipes rebaixadas para a China League One de 2019
- Changchun Yatai
- Guizhou Hengfeng

Mudanças de nomes
É muito comum os times venderem seus nomes para empresas privadas para a realização do campeonato. A mudança vale somente para aquela temporada.
- Tianjin Quanjian Football Club mudou seu nome para Tianjin Tianhai FC, em janeiro de 2019.

## Clubes

### Clubes e localizações
| Clube                       | Treinador           | Cidade    | Estádio                             | Capacidade | Temporada 2019 |
| --------------------------- | ------------------- | --------- | ----------------------------------- | ---------- | -------------- |
| Shanghai SIPG C             | Vítor Pereira       | Shanghai  | Shanghai Stadium                    | 56 842     | 1              |
| Guangzhou Evergrande Taobao | Fabio Cannavaro     | Guangzhou | Tianhe Stadium                      | 58 500     | 2              |
| Shandong Luneng Taishan     | Li Xiaopeng         | Jinan     | Jinan Olympic Sports Luneng Stadium | 56 808     | 3              |
| Beijing Guoan               | Bruno Génésio       | Beijing   | Workers Stadium                     | 66 161     | 4              |
| Jiangsu Suning              | Cosmin Olăroiu      | Nanjing   | Nanjing Olympic Sports Center       | 61,443     | 5              |
| Hebei China Fortune         | Xie Feng (Interino) | Langfang  | Langfang Stadium                    | 30 040     | 6              |
| Shanghai Shenhua            | Choi Kang-hee       | Shanghai  | Hongkou Football Stadium            | 33 060     | 7              |
| Beijing Renhe               | Luis García Plaza   | Pequim    | Beijing Fengtai Stadium             | 31 043     | 8              |
| Tianjin Tianhai             | Shen Xiangfu        | Tianjin   | Tianjin Olympic Center Stadium      | 54,696     | 9              |
| Guangzhou R&F               | Dragan Stojković    | Guangzhou | Yuexiushan Stadium                  | 18 000     | 10             |
| Dalian Yifang               | Rafa Benítez        | Dalian    | Dalian Sports Center Stadium        | 61 000     | 11             |
| Henan Jianye                | Wang Baoshan        | Zhengzhou | Zhengzhou Hanghai Stadium           | 29 860     | 12             |
| Chongqing Dangdai Lifan     | Jordi Cruyff        | Chongqing | Chongqing Olympic Sports Center     | 58 680     | 13             |
| Tianjin Teda                | Uli Stielike        | Tianjin   | Tianjin Olympic Center Stadium      | 54 696     | 14             |
| Wuhan Zall P                | Li Tie              | Wuhan     | Dongxihu Sports Centre              | 30 000     | CL1, 1         |
| Shenzhen P                  | Roberto Donadoni    | Shenzhen  | Shenzhen Universiade Sports Centre  | 60,334     | CL1, 2         |

### Jogadores estrangeiros
A política dos jogadores estrangeiros permaneceu inalterada. Os clubes podem registrar um total de seis jogadores estrangeiros ao longo da temporada, mas o número de jogadores estrangeiros permitidos em cada equipe da CSL em qualquer momento é limitado a quatro. No máximo três jogadores estrangeiros podem ser colocados em campo em cada partida. Além disso, cada clube pode registrar um jogador de Hong Kong, Macau ou Taiwan (excluindo goleiros), desde que se registre como jogador profissional de futebol em uma dessas três associações pela primeira vez, como jogador nativo.
- O nome dos jogadores em negrito indica que o jogador foi registrado durante a janela de transferências do meio da temporada.
- Os jogadores do itálico ou foram negociados, ou estão fora do plantel devido a lesões ou enviados para os respectivos times reservas.

| Clube                      | Ex-Treinador          | Demissão                | Novo Treinador        | Contratação             |
| -------------------------- | --------------------- | ----------------------- | --------------------- | ----------------------- |
| Tianjin Tianhai            | Park Choong-kyun      | 12 de novembro de 2018  | Choi Kang-hee         | 3 de dezembro de 2018   |
| Beijing Renhe              | Luis García Plaza     | 10 de dezembro de 2018  | Aleksandar Stanojević | 12 de dezembro de 2018  |
| Shanghai Greenland Shenhua | Wu Jingui             | 25 de dezembro de 2018  | Quique Sánchez Flores | 25 de dezembro de 2018  |
| Tianjin Tianhai            | Choi Kang-hee         | 11 de fevereiro de 2019 | Shen Xiangfu          | 15 de fevereiro de 2019 |
| Dalian Yifang              | Bernd Schuster        | 11 de fevereiro de 2019 | Choi Kang-hee         | 11 de fevereiro de 2019 |
| Hebei China Fortune        | Chris Coleman         | 15 de maio de 2019      | Xie Feng (interino)   | 15 de maio de 2019      |
| Tianjin Tianhai            | Shen Xiangfu          | 28 de maio de 2019      | Park Choong-kyun      | 28 de maio de 2019      |
| Shenzhen                   | Juan Ramón López Caro | 30 de julho de 2019     | Roberto Donadoni      | 30 de julho de 2019     |
| Beijing Guoan              | Roger Schmidt         | 31 de julho de 2019     | Bruno Génésio         | 31 de julho de 2019     |

| Equipe                      | Jogador 1         | Jogador 2             | Jogador 3          | Jogador 4           | Hong Kong/Macau/ Taiwan | Ex-jogadores   |
| --------------------------- | ----------------- | --------------------- | ------------------ | ------------------- | ----------------------- | -------------- |
| Beijing Renhe               | Augusto Fernández | Ayub Masika           | Sone Aluko         | Makhete Diop        |                         |                |
| Beijing Sinobo Guoan        | Renato Augusto    | Cédric Bakambu        | Jonathan Soriano   | Kim Min-jae         |                         |                |
| Chongqing Dangdai Lifan     | Fernandinho       | Fernandinho Conceição | Alan Kardec        | Adrian Mierzejewski |                         |                |
| Dalian Yifang               | Yannick Carrasco  | Emmanuel Boateng      | Marek Hamšík       | Nyasha Mushekwi     | Alex Tayo Akande        |                |
| Guangzhou Evergrande Taobao | Paulinho          | Anderson Talisca      | Tyias Browning     | Park Ji-soo         |                         |                |
| Guangzhou R&F               | Mousa Dembélé     | Dia Saba              | Eran Zahavi        | Duško Tošić         |                         |                |
| Hebei China Fortune         | Ezequiel Lavezzi  | Javier Mascherano     | Marcão             | Ayoub El Kaabi      | Andy Russell            |                |
| Henan Jianye                | Henrique Dourado  | Ivo                   | Christian Bassogog | Franck Ohandza      | Tim Chow                |                |
| Jiangsu Suning              | Alex Teixeira     | Éder                  | Gabriel Paletta    |                     |                         | Ramires        |
| Shandong Luneng Taishan     | Marouane Fellaini | Gil                   | Róger Guedes       | Graziano Pellè      |                         |                |
| Shanghai Greenland Shenhua  | Fredy Guarín      | Giovanni Moreno       | Odion Ighalo       | Óscar Romero        |                         |                |
| Shanghai SIPG               | Hulk              | Oscar                 | Odil Ahmedov       | Marko Arnautović    |                         | Elkeson        |
| Shenzhen FC                 | Harold Preciado   | Ola Kamara            | Ole Selnæs         | Cheikh M'Bengue     |                         |                |
| Tianjin Teda                | Johnathan         | Felix Bastians        | Sandro Wagner      | Frank Acheampong    |                         |                |
| Tianjin Tianhai             | Alan              | Renatinho             | Kwon Kyung-won     |                     |                         | Alexandre Pato |
| Wuhan Zall                  | Léo Baptistão     | Rafael Silva          | Stéphane Mbia      | Jean Evrard Kouassi |                         |                |

## Classificação
| Atualizado em 30 de dezembro de 2019. | v d e |

| Pos. | Equipes                             | P  | J  | V  | E  | D  | GP | GC | SG  | Classificação ou rebaixamento                             |
| ---- | ----------------------------------- | -- | -- | -- | -- | -- | -- | -- | --- | --------------------------------------------------------- |
| 1    | Guangzhou Evergrande Taobao (C) (Q) | 72 | 30 | 23 | 3  | 4  | 68 | 24 | 44  | Fase de grupos da Liga dos Campeões da AFC de 2020        |
| 2    | Beijing Guoan Sinobo (Q)            | 70 | 30 | 23 | 1  | 6  | 60 | 26 | 34  | Fase de grupos da Liga dos Campeões da AFC de 2020        |
| 3    | Shanghai SIPG (Q)                   | 66 | 30 | 20 | 6  | 4  | 62 | 26 | 36  | Fase pre-eliminatória da Liga dos Campeões da AFC de 2020 |
| 4    | Jiangsu Suning                      | 53 | 30 | 15 | 8  | 7  | 60 | 41 | 19  |                                                           |
| 5    | Shandong Luneng Taishan             | 51 | 30 | 15 | 6  | 9  | 55 | 35 | 20  |                                                           |
| 6    | Wuhan Zall                          | 44 | 30 | 12 | 8  | 10 | 41 | 41 | 0   |                                                           |
| 7    | Tianjin Teda                        | 41 | 30 | 12 | 5  | 13 | 43 | 45 | -2  |                                                           |
| 8    | Henan Jianye                        | 41 | 30 | 11 | 8  | 11 | 41 | 46 | −5  |                                                           |
| 9    | Dalian Yifang                       | 38 | 30 | 10 | 8  | 12 | 44 | 51 | −7  |                                                           |
| 10   | Chongqing Dangdai Lifan             | 36 | 30 | 9  | 9  | 12 | 36 | 47 | −11 |                                                           |
| 11   | Hebei China Fortune                 | 33 | 30 | 9  | 6  | 15 | 37 | 55 | −18 |                                                           |
| 12   | Guangzhou R&F                       | 32 | 30 | 9  | 5  | 16 | 54 | 72 | −18 |                                                           |
| 13   | Shanghai Greenland Shenhua (Q) ‡    | 30 | 30 | 8  | 6  | 16 | 43 | 57 | -14 | Fase de grupos da Liga dos Campeões da AFC de 2020        |
| 14   | Tianjin Tianhai                     | 25 | 30 | 4  | 13 | 13 | 40 | 53 | −13 |                                                           |
| 15   | Shenzhen FC (R)                     | 21 | 30 | 4  | 9  | 17 | 31 | 57 | −26 | Zona de rebaixamento à China League One 2020              |
| 16   | Beijing Renhe (R)                   | 14 | 30 | 3  | 5  | 22 | 26 | 65 | −39 | Zona de rebaixamento à China League One 2020              |

Fonte: csl-china.com
‡ Campeão da Copa da China
Regras de desempate: 1º pontos; 2º pontos "mano-a-mano"; 3º saldo de gols "mano-a-mano"; 4º gols marcados "mano-a-mano"; 5º saldo de gols na tabela; 6º gols feitos na tabela; 7º cartões.
Legenda:
(C) Campeão; (Q) Qualificado para a Liga dos Campeões da AFC; (R) Rebaixado para a China League One (Segunda Divisão).

## Resultados
|                      | BJR | BJS | CQ  | DLY | GZE | GZF | HBC | HN  | JSS | SD  | SGS | SSI | SZ  | TTD | TTH | WH  |
| -------------------- | --- | --- | --- | --- | --- | --- | --- | --- | --- | --- | --- | --- | --- | --- | --- | --- |
| Beijing Renhe        | —   | 0–1 | 1–4 | 1–3 | 2–1 | 1–4 | 1–2 | 1–2 | 2–3 | 0–2 | 1–4 | 1–1 | 2–2 | 2–1 | 2–0 | 0–2 |
| Beijing Guoan        | 2–1 | —   | 4–1 | 4–1 | 1–3 | 3–2 | 2–0 | 2–1 | 3–0 | 3–2 | 2–1 | 1–2 | 3–0 | 3–1 | 2–1 | 3–0 |
| Chongqing Lifan      | 2–0 | 0–4 | —   | 1–3 | 0–1 | 2–2 | 2–1 | 0–0 | 1–2 | 1–1 | 1–0 | 2–2 | 1–0 | 1–0 | 1–1 | 0–1 |
| Dalian Yifang        | 2–0 | 0–2 | 1–1 | —   | 0–1 | 3–2 | 3–3 | 3–1 | 2–2 | 1–0 | 1–0 | 1–2 | 2–0 | 1–2 | 2–2 | 1–2 |
| Guangzhou Evergrande | 3–0 | 0–1 | 1–1 | 4–1 | —   | 2–0 | 2–1 | 2–2 | 2–2 | 2–1 | 3–0 | 2–0 | 1–0 | 1–0 | 3–0 | 0–1 |
| Guangzhou R&F        | 3–1 | 1–4 | 4–2 | 3–3 | 0–5 | —   | 2–2 | 2–0 | 2–2 | 1–3 | 2–1 | 2–2 | 3–1 | 2–1 | 2–1 | 3–4 |
| Hebei China Fortune  | 1–1 | 0–1 | 3–0 | 1–0 | 1–3 | 2–1 | —   | 2–3 | 3–2 | 0–3 | 2–1 | 1–2 | 1–1 | 2–1 | 2–2 | 0–2 |
| Henan Jianye         | 2–1 | 1–0 | 1–0 | 1–1 | 2–5 | 1–0 | 4–1 | —   | 2–1 | 3–2 | 1–2 | 0–1 | 1–0 | 2–3 | 2–1 | 0–0 |
| Jiangsu Suning       | 4–1 | 1–0 | 3–1 | 1–1 | 3–1 | 5–1 | 4–1 | 3–0 | —   | 1–1 | 0–1 | 0–3 | 2–0 | 3–2 | 2–0 | 2–1 |
| Shandong Luneng      | 1–0 | 2–0 | 2–0 | 0–1 | 0–3 | 3–1 | 2–0 | 2–2 | 1–1 | —   | 2–2 | 3–1 | 3–0 | 3–1 | 2–1 | 3–0 |
| Shanghai Shenhua     | 5–1 | 1–2 | 0–0 | 2–1 | 0–3 | 5–3 | 1–2 | 3–2 | 1–3 | 1–3 | —   | 0–4 | 2–1 | 0–3 | 2–3 | 2–2 |
| Shanghai SIPG        | 3–0 | 2–1 | 2–3 | 3–0 | 0–2 | 2–0 | 3–0 | 2–1 | 3–2 | 2–1 | 3–1 | —   | 6–0 | 5–1 | 0–0 | 2–1 |
| Shenzhen FC          | 1–1 | 1–1 | 0–2 | 1–2 | 2–3 | 4–0 | 3–1 | 3–3 | 0–2 | 1–1 | 2–1 | 0–1 | —   | 0–0 | 2–1 | 4–4 |
| Tianjin Teda         | 1–0 | 1–2 | 2–0 | 3–3 | 0–3 | 4–3 | 2–0 | 2–0 | 2–1 | 2–1 | 1–1 | 0–2 | 3–0 | —   | 1–1 | 2–1 |
| Tianjin Tianhai      | 2–2 | 0–3 | 3–3 | 5–1 | 1–3 | 1–2 | 0–0 | 1–1 | 2–2 | 2–4 | 2–2 | 0–0 | 2–2 | 1–0 | —   | 3–1 |
| Wuhan Zall           | 1–0 | 0–1 | 2–3 | 1–0 | 2–3 | 2–1 | 1–2 | 0–0 | 1–1 | 2–1 | 1–1 | 1–1 | 2–0 | 1–1 | 2–1 | —   |

| - Empate. | Em negrito os jogos "clássicos". |

## Estatísticas
| Pos. | Jogador             | Clube                              | Gols |
| ---- | ------------------- | ---------------------------------- | ---- |
| 1    | Eran Zahavi         | Guangzhou R&F                      | 29   |
| 2    | Paulinho            | Guangzhou Evergrande               | 19   |
| 3    | Elkeson             | Shanghai SIPG Guangzhou Evergrande | 18   |
| 3    | Alex Teixeira       | Jiangsu Suning                     | 18   |
| 5    | Yannick Carrasco    | Dalian Yifang                      | 17   |
| 5    | Graziano Pellè      | Shandong Luneng Taishan            | 17   |
| 7    | Renato Augusto      | Beijing Sinobo Guoan               | 15   |
| 8    | Alan Kardec         | Chongqing Dangdai Lifan            | 14   |
| 9    | Johnathan           | Tianjin TEDA                       | 13   |
| 9    | Dia Saba            | Guangzhou R&F                      | 13   |
| 11   | Makhete Diop        | Beijing Renhe                      | 12   |
| 11   | Éder                | Jiangsu Suning                     | 12   |
| 11   | Jean Evrard Kouassi | Wuhan Zall                         | 12   |
| 11   | Róger Guedes        | Shandong Luneng Taishan            | 12   |
| 11   | Sandro Wagner       | Tianjin TEDA                       | 12   |

| Pos. | Jogador             | Clube                      | Assist. |
| ---- | ------------------- | -------------------------- | ------- |
| 1    | Oscar               | Shanghai SIPG              | 13      |
| 2    | Yang Liyu           | Guangzhou Evergrande       | 12      |
| 3    | Renato Augusto      | Beijing Sinobo Guoan       | 11      |
| 3    | Cao Yunding         | Shanghai Greenland Shenhua | 11      |
| 5    | Tang Miao           | Guangzhou R&F              | 10      |
| 6    | Alex Teixeira       | Jiangsu Suning             | 9       |
| 7    | Frank Acheampong    | Tianjin TEDA               | 8       |
| 8    | Adrian Mierzejewski | Chongqing Dangdai Lifan    | 7       |
| 9    | 10 jogadores        | 10 jogadores               | 6       |

## Premiações
Os prêmios e a cerimônia de entrega foram realizados no dia 7 de dezembro de 2019.
| Campeonato Chinês 2018                   |
| ---------------------------------------- |
| Guangzhou Evergrande Campeão (8º título) |

| Prêmio                        | Vencedor      | Clube                       | Nota (s) |
| ----------------------------- | ------------- | --------------------------- | -------- |
| Jogador Mais Valioso (MVP)    | Paulinho      | Guangzhou Evergrande Taobao |          |
| Chuteira de Ouro (Artilheiro) | Eran Zahavi   | Guangzhou R&F               | 29 gols  |
| Goleiro do Ano                | Yan Junling   | Shanghai SIPG               |          |
| Revelação                     | Zhu Chenjie   | Shanghai Greenland Shenhua  |          |
| Melhor Técnico                | Li Xiaopeng   | Shandong Luneng Taishan     |          |
| Melhor Árbitro                | Milorad Mažić |                             | -        |
| Melhor Árbitro Assistente     | Zhang Cheng   |                             | -        |
| Jogador Mais Popular          | Wu Xi         | Jiangsu Suning              |          |

| Seleção do Campeonato | Seleção do Campeonato                 | Seleção do Campeonato                 | Seleção do Campeonato                 | Seleção do Campeonato                    | Seleção do Campeonato                    | Seleção do Campeonato                    | Seleção do Campeonato                    | Seleção do Campeonato                    | Seleção do Campeonato                   | Seleção do Campeonato                   | Seleção do Campeonato                   | Seleção do Campeonato                   |
| --------------------- | ------------------------------------- | ------------------------------------- | ------------------------------------- | ---------------------------------------- | ---------------------------------------- | ---------------------------------------- | ---------------------------------------- | ---------------------------------------- | --------------------------------------- | --------------------------------------- | --------------------------------------- | --------------------------------------- |
| Goleiro               | Yan Junling (Shanghai SIPG)           | Yan Junling (Shanghai SIPG)           | Yan Junling (Shanghai SIPG)           | Yan Junling (Shanghai SIPG)              | Yan Junling (Shanghai SIPG)              | Yan Junling (Shanghai SIPG)              | Yan Junling (Shanghai SIPG)              | Yan Junling (Shanghai SIPG)              | Yan Junling (Shanghai SIPG)             | Yan Junling (Shanghai SIPG)             | Yan Junling (Shanghai SIPG)             | Yan Junling (Shanghai SIPG)             |
| Defensores            | Tang Miao (Guangzhou R&F)             | Tang Miao (Guangzhou R&F)             | Tang Miao (Guangzhou R&F)             | Zhu Chenjie (Shanghai Greenland Shenhua) | Zhu Chenjie (Shanghai Greenland Shenhua) | Zhu Chenjie (Shanghai Greenland Shenhua) | Li Ang (Jiangsu Suning)                  | Li Ang (Jiangsu Suning)                  | Li Ang (Jiangsu Suning)                 | Li Lei (Beijing Sinobo Guoan)           | Li Lei (Beijing Sinobo Guoan)           | Li Lei (Beijing Sinobo Guoan)           |
| Meio-Campistas        | Wu Xi (Jiangsu Suning)                | Wu Xi (Jiangsu Suning)                | Wu Xi (Jiangsu Suning)                | Wu Xi (Jiangsu Suning)                   | Paulinho (Guangzhou Evergrande Taobao)   | Paulinho (Guangzhou Evergrande Taobao)   | Paulinho (Guangzhou Evergrande Taobao)   | Paulinho (Guangzhou Evergrande Taobao)   | Hao Junmin (Shandong Luneng Taishan)    | Hao Junmin (Shandong Luneng Taishan)    | Hao Junmin (Shandong Luneng Taishan)    | Hao Junmin (Shandong Luneng Taishan)    |
| Atacantes             | Eran Zahavi (Guangzhou R&F)           | Eran Zahavi (Guangzhou R&F)           | Eran Zahavi (Guangzhou R&F)           | Eran Zahavi (Guangzhou R&F)              | Graziano Pellè (Shandong Luneng Taishan) | Graziano Pellè (Shandong Luneng Taishan) | Graziano Pellè (Shandong Luneng Taishan) | Graziano Pellè (Shandong Luneng Taishan) | Yang Liyu (Guangzhou Evergrande Taobao) | Yang Liyu (Guangzhou Evergrande Taobao) | Yang Liyu (Guangzhou Evergrande Taobao) | Yang Liyu (Guangzhou Evergrande Taobao) |
| Treinador             | Li Xiaopeng (Shandong Luneng Taishan) | Li Xiaopeng (Shandong Luneng Taishan) | Li Xiaopeng (Shandong Luneng Taishan) | Li Xiaopeng (Shandong Luneng Taishan)    | Li Xiaopeng (Shandong Luneng Taishan)    | Li Xiaopeng (Shandong Luneng Taishan)    | Li Xiaopeng (Shandong Luneng Taishan)    | Li Xiaopeng (Shandong Luneng Taishan)    | Li Xiaopeng (Shandong Luneng Taishan)   | Li Xiaopeng (Shandong Luneng Taishan)   | Li Xiaopeng (Shandong Luneng Taishan)   | Li Xiaopeng (Shandong Luneng Taishan)   |

## Público
| Pos. | Clube                   | Total     | Maior  | Menor  | Média  | Variação  | Ocupação | Cap. Estádio |
| ---- | ----------------------- | --------- | ------ | ------ | ------ | --------- | -------- | ------------ |
| 1    | Guangzhou Evergrande    | 686,930   | 49,973 | 28,973 | 45,795 | -2.6%     | 78,2%    | 58,500       |
| 2    | Beijing Guoan           | 627,012   | 57,056 | 32,795 | 41,801 | +0.1%     | 63,1%    | 66,161       |
| 3    | Dalian Yifang           | 492,790   | 52,109 | 20,149 | 32,853 | -0.9%     | 53,8%    | 61,000       |
| 4    | Chongqing Dangdai Lifan | 463,510   | 43,858 | 19,836 | 30,901 | -4.7%     | 52,6%    | 58,680       |
| 5    | Jiangsu Suning          | 412,617   | 47,827 | 18,336 | 27,508 | -15.4%    | 44,7%    | 61,443       |
| 6    | Shandong Luneng         | 332,709   | 40,117 | 12,158 | 22,181 | -10.5%    | 39%      | 56,808       |
| 7    | Shanghai Shenhua        | 327,513   | 24,123 | 20,010 | 21,834 | +1.6%     | 66%      | 33,060       |
| 8    | Shanghai SIPG           | 319,070   | 25,639 | 12,635 | 21,271 | -1.7%     | 37,4%    | 56,842       |
| 9    | Wuhan Zall              | 307,258   | 25,007 | 15,189 | 20,484 | +197.6% † | 68,2%    | 30,000       |
| 10   | Henan Jianye            | 305,407   | 21,999 | 17,635 | 20,360 | +10.6%    | 68,1%    | 29,860       |
| 11   | Tianjin TEDA            | 277,304   | 31,607 | 10,056 | 18,487 | +27.2%    | 33,7%    | 54,696       |
| 12   | Hebei China Fortune     | 266,981   | 24,283 | 13,563 | 17,799 | +11.0%    | 59,2%    | 30,040       |
| 13   | Tianjin Tianhai         | 253,611   | 31,317 | 5,073  | 16,907 | -14.2%    | 30,9%    | 54,696       |
| 14   | Shenzhen FC             | 244,180   | 34,986 | 10,403 | 16,279 | -11.2% †  | 26,9%    | 60,334       |
| 15   | Guangzhou R&F           | 157,022   | 13,516 | 8,938  | 10,468 | +1.4%     | 58,1%    | 18,000       |
| 16   | Beijing Renhe           | 113,182   | 22,376 | 1,253  | 7,545  | -39.8%    | 24,3%    | 31,043       |
|      | Total                   | 5,595,368 | 57,056 | 1,253  | 23,314 | -3.1%     | 50,6%    | 736.269      |

† Variação de acordo com o público da Segunda Divisão do ano anterior
Fonte: www.csl-china.com

## Ligações Externas
- Site Oficial (chinês)